# Trathala meridionalis
Trathala meridionalis är en stekelart som beskrevs av Dasch 1979. Trathala meridionalis ingår i släktet Trathala och familjen brokparasitsteklar. Inga underarter finns listade i Catalogue of Life.